# Löptin
Löptin település Németországban, Schleswig-Holstein tartományban. Lakosainak száma 278 fő (2023. december 31.).

## Népesség
A település népességének változása:
| Lakosok száma | 240  | 303  | 291  | 296  | 275  | 279  | 278  |
|               | 1975 | 2014 | 2017 | 2019 | 2021 | 2022 | 2023 |